# Вульфсон, Маврик Германович
Ма́врик Ге́рманович Ву́льфсон (латыш. Mavriks Vulfsons; 7 января 1918, Москва, РСФСР — 8 марта 2004, Рига, Латвия) — советский и латвийский журналист и политик, профессор Латвийской Академии художеств. Председатель комиссии по иностранным делам Верховного Совета Латвийской Республики (1990—1991). Посол по специальным поручениям Министерства иностранных дел Латвийской Республики (1991).

## Биография
Родился 7 января 1918 года, в Москве, в еврейской семье торговца Германа Вульфсона. В 1921 году, после завершения борьбы за независимость Латвии вместе с родителями переехал в Латвию. Обучался в 10-й немецкой начальной школе, немецкой коммерческой школе, затем в Рижской 4-й средней школе и в Рижской 2-й государственной гимназии.
В 1933 году вступил в Латвийский союз рабочей молодежи. В союзе работал под псевдонимом М. Вилкс (латыш. Vilks, в переводе «Волк»). В 1936 году поступил на механический факультет Латвийского университета. С началом Второй мировой войны в конце 1939 года был призван в латвийскую армию. После вхождения Латвии в состав СССР в 1940 году работал заместителем редактора в редакции газеты «Латвияс Карейвис» (латыш. «Latvijas Kareivis», в переводе «Латвийский воин»), позже «Сарканайс Карейвис» (латыш. «Sarkanais Kareivis», в переводе «Красный воин»). Член Коммунистической партии Латвии (КПЛ) с осени 1940 года. Участник Великой Отечественной войны. С июля 1941 года ротный политрук 201-й латышской стрелковой дивизии, затем комиссар батальона 43-й гвардейской латышской стрелковой дивизии.
После окончания войны работал в газете «Циня» (латыш. «Cīņa», в переводе «Борьба»), одновременно до 1953 года учился на экономическом факультете Латвийского государственного университета, затем был заместителем редактора вечерней газеты «Ригас Балсс» (латыш. «Rīgas Balss», в переводе «Голос Риги»). В 1962 году начал преподавать историю КПСС в Латвийской Академии художеств. Возглавлял международную новостную программу Латвийского телевидения «Глобус»" и секцию международных комментаторов Союза журналистов Латвии.
Депутат Верховного Совета Латвийской Республики (1990—1992).

Делегат 2-го съезда народных депутатов СССР (1989).

Депутат Верховного Совета СССР (1989—1991).

Председатель комиссии по иностранным делам Верховного Совета Латвийской Республики (1990—1991).

Посол по специальным поручениям Министерства иностранных дел Латвийской Республики (1991).

Преподаватель социальной психологии в Латвийской Академии художеств (с 1991).
Умер 8 марта 2004 года. Похоронен в Риге на Лесном кладбище.

### Семья
- отец — Герман Матвеевич Вульфсон (1876—1942)[1];
- мать — Полина Вульфсон (урожденная Сегал, 1893—1984), кузина М. Шагала[1];
- первая жена (с 1939) — Софья Вульфсон (урожденная Фриш)[1];
  - от этого брака два сына и дочь;
- вторая жена (с 1997) — Эмма Брамник-Вульфсон[1].

## Политическая деятельность
В 1988 году Маврик Вульфсон принял активное участие в создании Народного фронта Латвии.
1 июня 1988 года в Риге, на заседании Пленума творческих союзов Латвии впервые в СССР придал огласке существование секретных дополнительных протоколов к пакту Молотова — Риббентропа. Этот же вопрос поднял в Москве 23 декабря 1989 года на заседании съезда народных депутатов СССР и предоставил съезду копии секретных протоколов, полученные им в архивах Бонна. Итогом явилось принятие постановления съезда о признании секретных протоколов недействительными с момента их подписания.
Вместе с Н. Нейландом и И. Кезберсом входил в состав комиссии по оценке политических и правовых последствий пакта Молотова — Риббентропа.
Один из основателей Латвийского общества еврейской культуры (ЛОЕК). После выступления в День памяти жертв геноцида евреев 24 ноября 1991 года у мемориала «Румбула», где латвийский народ был обвинен в «отсутствии самоочищения», ушел с поста Председателя комиссии по иностранным делам и перешёл на работу послом по особым поручениям Министерства иностранных дел Латвийской Республики.
По свидетельству Ивара Кезберса входил в секретный, подписанный М. Горбачёвым, «Список представителей латвийской интеллигенции, подлежащих изоляции (аресту)». За свою деятельность неоднократно получал по телефону угрозы убийства.

## Оценка
По словам президента Латвии (1999—2007) Вайры Вике-Фрейберга:
Маврик Вульфсон был и есть человек чести Латвии.

Возглавлявший в 1987 году Союз писателей Латвийской ССР поэт Янис Петерс, охарактеризовал выступление Маврика Вульфсона на Пленуме творческих союзов, как «разорвавшуюся бомбу»:
«Мы тогда только шептались о секретных протоколах к пакту Молотова-Риббентропа, а Маврик отважился сказать о них в открытую и сделал это не где-нибудь, а на официальном мероприятии — пленуме»

После выступления М. Вульфсона на этом пленуме Первый секретарь КПЛ Борис Карлович Пуго сказал:
«Знаешь, что ты только что сделал? Ты убил советскую Латвию».

Президент Латвии (2007—2011) Валдис Затлерс:
«Вульфсон — человек, который показал, что можно и в несвободном обществе быть свободной личностью. Он не только писал нашу Историю, он навеки оказался и вписанным в нее»
.

## Награды
- Орден Красной Звезды (09.07.1943)[11]
- Орден Отечественной войны II степени (06.09.1944)[11]
- Орден «Знак Почёта» (1954)
- Орден Трёх звёзд III степени (02.2000)[9][12]

## Признание
- Почётный гражданин города Даллас[12]
- В 2008 году почта Латвии выпустила почтовый конверт к 90-летию М. Вульфсона[10][13]
- Ежегодная награда присуждаемая Союзом журналистов Латвии «Приз Маврика Вульфсона»[10][14]

### Комментарии
1. ↑  По другим источникам 2 июня